# جزیره ماسباته
جزیره ماسباته (انگلیسی: Masbate Island) یکی از جزایر کشور فیلیپین در شرق آسیا است

## خصوصیات جغرافیایی
جزیره ماسباته ۳٬۲۶۸ کیلومتر مربع مساحت، ۵۵۵٬۵۷۳ نفر جمعیت و ? متر از سطح دریا ارتفاع دارد